# Periballia minuta
Periballia minuta là một loài thực vật có hoa trong họ Hòa thảo. Loài này được (L.) Asch. & Graebn. mô tả khoa học đầu tiên năm 1899.